# Marília Mendonça
Marília Dias Mendonça, conosciuta come Marília Mendonça (Cristianópolis, 22 luglio 1995 – Piedade de Caratinga, 5 novembre 2021), è stata una cantante, cantautrice e musicista brasiliana.

## Biografia
Nata a Cristianópolis, Mendonça ha presentato il suo EP di debutto eponimo nel 2014, prima di pubblicare il suo primo album dal vivo Marília Mendonça: Ao vivo l'anno successivo, contenente i singoli Sentimento louco e Infiel; quest'ultimo certificato tre volte disco di diamante dalla Pro-Música Brasil con 900 000 copie vendute a livello nazionale. Il suo secondo album dal vivo Realidade è uscito nel 2017 e ha ottenuto una candidatura ai Latin Grammy come Miglior album di música sertaneja. Sarà con la pubblicazione di Todos os cantos due anni dopo che verrà dichiarata vincitrice di tale categoria. La Pro-Música Brasil le ha conferito novantuno dischi di diamante, quarantadue di platino e otto d'oro equivalenti a oltre 30,980 milioni di unità di vendita certificate in suolo brasiliano, nonché sei dischi di platino e tredici d'oro dalla Associação Fonográfica Portuguesa, denotanti 125 000 unità raggiunte.
Il 5 novembre 2021 l'aereo su cui viaggiava la cantante è precipitato nello stato del Minas Gerais, più precisamente nel comune di Piedade de Caratinga, vicino alla città di Caratinga, dove lei avrebbe dovuto tenere uno show la sera stessa. Nell'incidente perse la vita, lasciando un figlio maschio, Leo, nato nel 2019.
Leão, contenuto nell'EP postumo Decretos reais, vol. 2, è stato il brano più consumato in Brasile nel 2023, nonché la sua prima numero uno nella Brazil Songs.

## Nella cultura di massa
È stata omaggiata nella serie TV Rensga Hits! (2022) col personaggio di Raissa, ispirato alla cantante e interpretato da Alice Wegmann.

## Discografia

### Album in studio
- 2020 – Patroas (con Maiara & Maraísa)
- 2021 – Patroas 35% (con Maiara & Maraísa)
- 2023 – Decretos reais

### Album dal vivo
- 2016 – Marília Mendonça: Ao vivo
- 2017 – Realidade
- 2018 – Agora é que são elas 2
- 2019 – Todos os cantos, vol. 1

### Raccolte
- 2018 – Perfil

## Riconoscimenti
- BreakTudo Awards
  - 2019 – Candidatura all'Artista femminile nazionale[12]
  - 2020 – Candidatura all'Artista femminile nazionale[13]
  - 2020 – Candidatura alla Live dell'anno[13]
  - 2021 – Candidatura alla Hit nazionale per Foi por conveniência[14]

- Latin Grammy Awards
  - 2017 – Candidatura al Miglior album di música sertaneja per Realidade[4]
  - 2019 – Miglior album di música sertaneja per Todos os cantos[5]
  - 2021 – Candidatura al Miglior album di música sertaneja per Patroas[15]
  - 2023 – Miglior album di música sertaneja per Decretos reais[16]

- Meus Prêmios Nick
  - 2017 – Candidatura alla Cantante o duo femminile preferito[17]
  - 2020 – Live dell'anno[18]

- Prêmio Multishow de Música Brasileira
  - 2017 – Candidatura alla Miglior cantante[19]
  - 2017 – Candidatura alla Música chiclete per Eu sei de cor[19]
  - 2018 – Candidatura alla Miglior cantante[20]
  - 2018 – Candidatura alla Miglior canzone per Ausência[20]
  - 2018 – Miglior show[21]
  - 2019 – Candidatura alla Cantante dell'anno[22]
  - 2019 – Show dell'anno[22]
  - 2019 – Candidatura al Video musicale dell'anno per Bem pior que eu[22]
  - 2020 – Candidatura alla Cantante dell'anno[23]
  - 2020 – Live dell'anno[23]
  - 2021 – Cantante dell'anno[24]
  - 2023 – Candidatura alla Canzone samba e pagode dell'anno per Insônia[25]

- Prêmios MTV MIAW
  - 2018 – Candidatura all'Inno di karaoke per Transplante[26]
  - 2020 – Inno di karaoke in casa per Supera[27]
  - 2020 – Candidatura alla Live das lives[27]
  - 2021 – Candidatura alla Collaborazione nazionale per Leão[28]
  - 2022 – Inno di karaoke per Esqueça-me se for capaz[29]